# Новикди
Новикди (коми Нӧвикді) — крупный остров на реке Печора в Республике Коми, Россия. Расположен севернее села Усть-Уса, формально входит в Городской округ Усинск. Отделён от обоих берегов протоками, одна из которых называется Новик. Вблизи острова расположено село Новикбож, названное в честь него. Сам Новикди назван по личному прозвищу или имени Новик с добавлением «дi», что на языке коми означает «остров». В результате получается «остров Новика».

## Общие сведения
На Новикди существует множество мелких, однако имеющих собственные названия озёр. Часть острова заболочена. В советское время его территория, возможно, использовалась в хозяйственной деятельности для сенокоса и заготовки растительных кормов. Рядом находится несколько речных островов поменьше. Люди не живут на Новикди, но регулярно посещают его.